# Dendrobium nobile
Dendrobium nobile és una espècie d'orquídia i és una de les orquídies més utilitzades com planta ornamental. També és una de les 50 plantes fonamentals de la fitoteràpia xinesa (shí hú ((xinès)) o shí hú lán ((xinès)). Produeix flors acolorides a l'hivern i la primavera. Presenta variegació en els colors que van del blanc al rosa o porpra.
És una planta terrestre o litòfita originària des de l'Himàlaia, Assam, Nepal, Bhutan, Myanmar, Tailàndia, Laos i el Vietnam. Té les fulles persistents. Les seves flors són flairoses i ceroses.

## Característiques

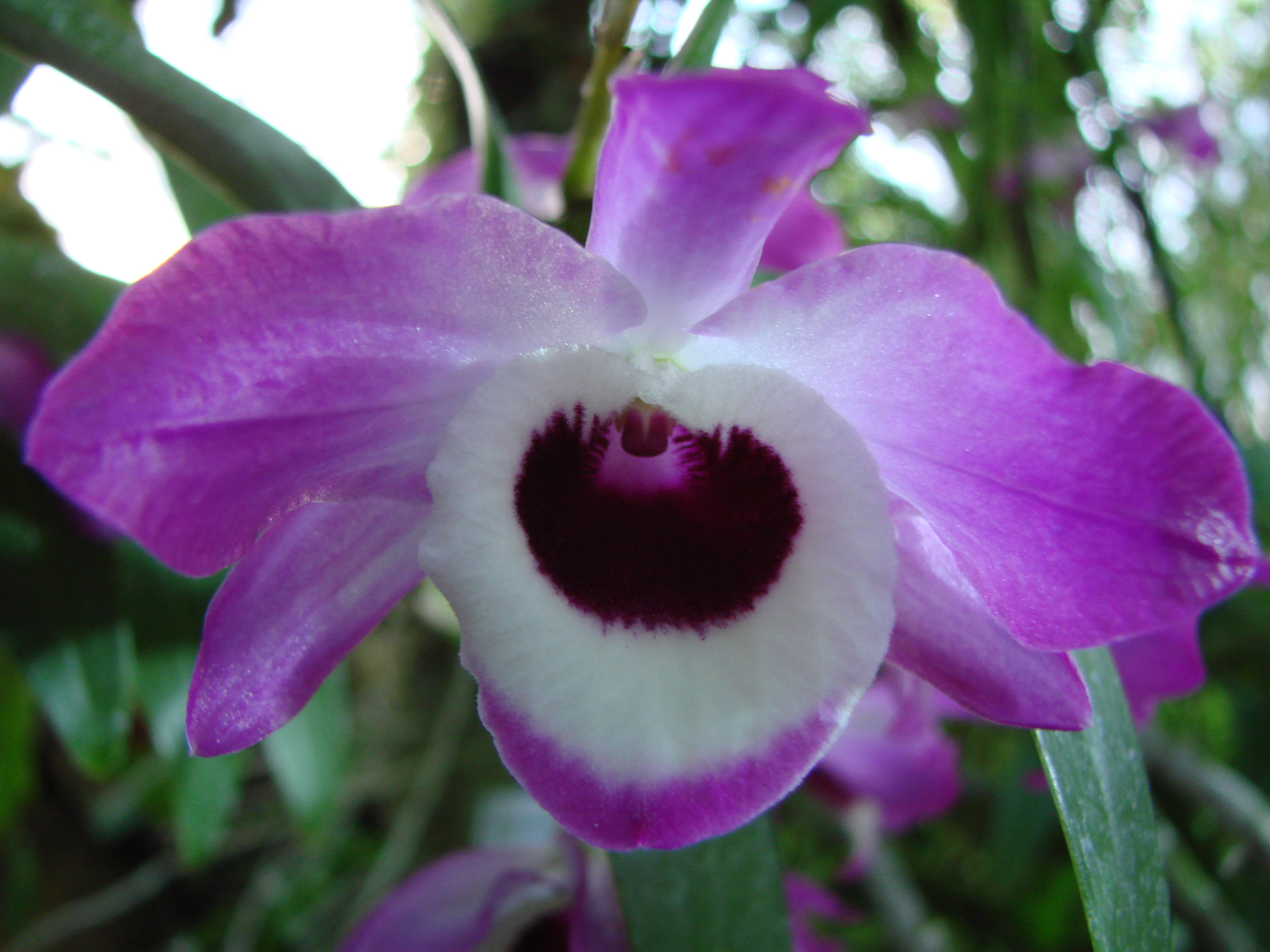
Flor de D.nobile

Dendrobium nobile és una orquídia simpodial amb pseudobulbs. La seva tija és ercta i és una planta epífita

## Toxicologia
Extractes de la tija de Dendrobium nobile proporcionen 17 fenantrens.